# Droit canonique de l'Église épiscopalienne des États-Unis
 (mars 2025).
L'anglicanisme n'a aucun droit canonique centralisé concernant le sien, contrairement au droit canonique de l'Église catholique. Chaque membre autonome des églises anglicanes, cependant, détient un système canonique. Certaines, tel que l'Église d'Angleterre, possède un ancien droit canonique, hautement développé, tandis que d'autres, tel que l'Église épiscopalienne des États-Unis, ont des systèmes canoniques plus récemment développés, basés sur le droit canonique anglais.
Contrairement au droit canonique de l'Église d'Angleterre, continuant à être tiré du droit canonique de l'Occident chrétien, le droit ecclésiastique anglais ne resta pas en forme au sein de l'Église épiscopalienne à la suite de la révolution américaine. Il existe deux systèmes parallèles de droit canonique au sein de l'église opérant au niveau national, gouvernés par la Convention générale, ainsi qu'au niveau diocésain, avec chaque convention diocésaine habilitée à fonder des constitutions et des canons. Les constitutions diocésaines n'ont pas besoin de l'approbation de la Convention générale. L'Église épiscopalienne est notable parmi les églises anglicanes en raison de l'étendue dont le départ de la Constitution et les Canons de la Convention générale importe à la régulation aux niveaux diocésain et paroissial.

## Voir également
- Droit canonique de l'anglicanisme
- Tribunal ecclésiastique